# Comuna de Lipnik
Lipnik (polaco: Gmina Lipnik) é uma gminy (comuna) na Polónia, na voivodia de Santa Cruz e no condado de Opatowski. A sede do condado é a cidade de Lipnik.
De acordo com os censos de 2004, a comuna tem 5855 habitantes, com uma densidade 71,7 hab/km².

## Área
Estende-se por uma área de 81,7 km², incluindo:
- área agricola: 89%
- área florestal: 4%

## Demografia
Dados de 30 de Junho 2004:
|                      | Total   | Total | Mulheres | Mulheres | Homens  | Homens |
| -------------------- | ------- | ----- | -------- | -------- | ------- | ------ |
|                      | pessoas | %     | pessoas  | %        | pessoas | %      |
| População            | 5855    | 100   | 2959     | 50,5     | 2896    | 49,5   |
| Densidade (pop./km²) | 71,7    | 100   | 36,2     | 36,2     | 35,4    | 35,4   |

De acordo com dados de 2005, o rendimento médio per capita ascendia a 1704,97 zł.

## Subdivisões
- Adamów, Grocholice, Gołębiów, Kaczyce, Kurów, Leszczków, Lipnik, Łownica, Malice Kościelne, Malżyn, Męczennice, Międzygórz, Słabuszewice, Słoptów, Sternalice, Studzianki, Swojków, Włostów, Ublinek, Usarzów, Zachoinie, Żurawniki.

## Comunas vizinhas
- Iwaniska, Klimontów, Obrazów, Opatów, Wilczyce, Wojciechowice